# Além da Ilha
Além da Ilha é uma série de televisão brasileira produzida pela Floresta, Multishow e Globoplay, e exibida por este último, cujo lançamento na Globoplay ocorreu em 6 de setembro de 2018, com 10 episódios. A estreia no Multishow foi em 21 de setembro de 2020. É escrita por Andrea Batitucci e Rosana Hermann, e direção geral de César Rodrigues. É protagonizada por Paulo Gustavo.

## Enredo
Beto (Paulo Gustavo) reúne os amigos Guta (Katiuscia Canoro), Sheila (Monique Alfradique), Bia (Letícia Lima), Cardoso (Gabriel Godoy) e Theodoro (André Mattos) para apostarem juntos seus números da sorte na chance de ganhar 200 milhões de reais. A aposta dá certo e os amigos se veem milionários, decidindo celebrar em um passeio de barco. O problema é que nenhum deles conta com habilidade náutica. Tudo começa a mudar quando os ventos da sorte se viram contra eles e o grupo acaba em uma ilha deserta. O que eles não imaginam é que essa ilha esconde diversos segredos que podem tornar essa aventura muito mais emocionante do que esperavam.

## Elenco
| Intérprete         | Personagem        |
| ------------------ | ----------------- |
| Paulo Gustavo      | Beto              |
| Katiuscia Canoro   | Guta              |
| Monique Alfradique | Sheila            |
| Letícia Lima       | Bia               |
| Gabriel Godoy      | Cardoso           |
| André Mattos       | Theodoro          |
| Guilherme Piva     | Tobias            |
| Paulo Roque        | Inácio            |
| Anderson Lau       | Kenji Midoriya    |
| Breno Guimarães    | Atílio Bueno      |
| Gabriel Flores     | Flávio Bueno      |
| Júlia Oristânio    | Heloísa Sampaio   |
| Lívia Rossy        | Roberta Lafayette |
| Thierry Tremouroux | Michel Lafayette  |
| Verônica Bonfim    | Justina           |